# 泰舍特
泰舍特（羅馬化：Tayshet）屬於俄羅斯伊爾庫茨克州，位於西伯利亞鐵路和貝阿鐵路的交匯點。人口38,535（2002年）。
源於流經該鎮的河流，在凱特語是「冰冷的河」的意思。
2005年中國與日本爭奪的輸油管起點就在這個城鎮（終點分別在大慶和納霍德卡）。